# Disperis szolc-rogozinskiana
Disperis szolc-rogozinskiana är en orkidéart som beskrevs av Dariusz Lucjan Szlachetko och Kowalk. Disperis szolc-rogozinskiana ingår i släktet Disperis och familjen orkidéer.
Artens utbredningsområde är Kamerun. Inga underarter finns listade i Catalogue of Life.